# Email loop
L'email loop è un fenomeno di loop infinito, riscontrato nei server mail e nel client che genera automaticamente mail, ciò accade quando una risposta automatica genera un'altra risposta automatica dall'altra parte, il processo si ripete finché una delle caselle di posta non è piena. Gli email loop possono essere causati accidentalmente o al fine di creare danni, causando il denial of service. i loop-mail non sono così comuni oggi come in passato, a causa di modifiche al software di posta elettronica, sia sul lato client sia sul lato server, che impediscono questo "rimbalzamento" delle risposte.

## Costi degli email loop
- Larghezza della banda: Questi loop consumano larghezza di banda limitata.
- Tempo di elaborazione: Questi loop hanno un loro tempo di elaborazione, che potrebbe rallentare altri processi
- Spazio su disco: Queste mail vengono generalmente salvate nella casella di posta dei partecipanti
- Risorse umane: Gli amministratori di rete, per interrompere il loop e ripulire le caselle necessiteranno del tempo.